# Świstowy Przechód (Hruba Turnia)
Świstowy Przechód (słow. Svišťový priechod) – przełęcz znajdująca się w krótkiej grani odchodzącej na północny wschód od Hrubej Turni w kierunku Doliny Świstowej w słowackiej części Tatr Wysokich. Świstowy Przechód oddziela masyw Hrubej Turni na południowym zachodzie od Świstowej Kopki na północnym wschodzie. Na siodło Świstowego Przechodu nie prowadzą żadne znakowane szlaki turystyczne, taternickie znaczenie tej przełęczy jest nikłe.
Pierwsze wejścia turystyczne na siodło Świstowego Przechodu nie są znane, z powodu łatwej dostępności Świstowy Przechód był odwiedzany od dawna przez myśliwych i pasterzy.